# 岡野正広
岡野 正広（、1966年〈昭和41年〉 - ）は、主にVFXに関わる映像の演出家、プロデューサー、クリエイター。大阪府出身。

## 経歴
1986年、20歳の時に渡米し、当時ハリウッド在住だったスクリーミング・マッド・ジョージに師事。そこで特殊メイクを学び、ジェームズ・キャメロン監督の『アビス』などに参加する。
2年後に帰国し、『帝都大戦』（1989年）や『ゴジラvsビオランテ』（1989年）などに参加。
その後CGにも目を向け、数多くのCM、ドラマ、映画、アミューズメント、PVなどに、主にVFXスーパーバイザーをメインとして様々な役職で参加している。自身では「日本一CGが嫌いなCGクリエイター」と称している。
2003年には、オムニバスホラー作品『オモヒノタマ〜念珠』で総監督を務める。この作品は衛星劇場で放送された後、2004年に劇場公開されている。
また、1991年よりロックバンド米米CLUBの衣装を継続して担当している。

## 主な参加作品
※役職名は公式ペーシに従っており、作品のスタッフクレジットとは一致していないものもある。

### 映画
- オモヒノタマ〜念珠（2003年 / 監督・脚本）
- HINOKIO（2005年 / 特殊造形プロデューサー）
- 山形スクリーム（2009年 / VFXスーパーバイザー）
- 映画 妖怪人間ベム（2012年 / 特撮監修）[1]
- 終戦のエンペラー（2013年 / 造形）
- ガッチャマン（2013年 / VFX）
- シネマスーパー歌舞伎ヤマトタケル（2013年 /  VFX）
- 悪夢ちゃん The夢ovie（2014年 / タイトルバック・CG・造形）[1]
- ラストコップ THE MOVIE（2017年 / VFXスーパーバイザー）
- ドクター・デスの遺産　〜BLACK FILE〜（2021年 / タイトルバック）
- 有吉の壁『カベデミー賞THE MOVIE』（2022年 / VFX）

### テレビドラマ
- 地獄少女（2006年 / CG・特殊メイク）
- The波乗りレストラン（2008年 / タイトルバック）
- 夢をかなえるゾウ（2008年 / VFX・特殊メイクスーパーバイザー）
- Q10（2010年 / タイトルバック・CG・造形・特殊メイク）
- 美咲ナンバーワン!!（2011年 / タイトルバック・CG）
- 理想の息子（2012年 / タイトルバック・CG）
- 悪夢ちゃん（2012年 / タイトルバック・VFX）
- チープ・フライト（2013年 / タイトルバック・CG）
- でたらめヒーロー（2013年 / タイトルバック・CG）
- THE LAST COP/ラストコップ（2015年 / VFX）
- SP 八剱貴志（2015年 / VFX）
- 臨床犯罪学者 火村英生の推理（2016年 / タイトルバック）
- カンナさーん！（2017年 / VFX）
- 吾輩の部屋である（2017年 /演出・ VFX）
- アンナチュラル（2018年 / VFX）
- 明日の君がもっと好き（2018年 / VFX）
- ダイイング・アイ（2019年 / VFX）
- 初めて恋をした日に読む話（2019年 / VFX）
- インハンド（2019年 /特殊造形・ VFX）
- あなたの番です（2019年 / VFX）
- 陰陽師（2020年 / VFX）
- 大江戸もののけ物語（2020年 / 特殊造形・VFX）
- モコミ〜彼女ちょっとヘンだけど〜（2021年 / VFX）
- 准教授・高槻彰良の推察　season１&２（2021年 / VFX）
- 世にも奇妙な君物語（2021年 / VFX）
- MIU404』（2021年 / VFX）
- 正直不動産（2022年 / VFX）
- 警視庁・捜査一課長season６（2022年 / VFX）
- 魔法のリノベ（2022年 / ファンタジー衣装特殊造形製作）
- 定年オヤジ改造計画（2022年 / VFX）
- ドラマ『弁護士ソドム』（2023年 / VFX、特殊メイク）
- ドラマ『ギフテッド　season１』　（2023年 / VFX）
- ドラマ『ギフテッド　season2』　（2023年 / VFX）
- 映画『　靴　』（2023年 / VFX）
- ドキュメンタリードラマ　恐怖の科学『崩れゆく現実』（2023年 / VFX）
- ドラマ　連続ドラマ W『事件』（2023年 / VFX）
- 映画『パピネス』2024年公開　（2023年 / VFX）
- ドラマ『正直不動産スペシャル』（NHK総合）2024年1月3日（水） 総合 よる9:00～10:30（2023年 / VFX）

※BSP4Kでの「正直不動産スペシャル100分4K版」は放送日時未定です。
- ドラマ『正直不動産２』（NHK総合）2024年1月9日（火）（2023年 / VFX）
- ドラマ『ゼイチョー』（日本テレビ）2023年10月14日（2023年 / VFX）

### ネット配信ドラマ
- CROW'S BLOOD（2016年 / VFXスーパーバイザー）
- マイルノビッチ（2021年 / VFX）
- 呪怨　呪いの家（2021年 / 特殊メイク）

### みんなのうた
- ◆は、5分間1曲枠の楽曲（ロングのうた）。
- 1.誰かがサズを弾いていた / ヤドランカ（2011年4月・5月放送）◆
- 2.永遠のとびら / マユミーヌ（2012年10月・11月放送）◆
- 3.かいじん百面相 / 石丸幹二（2015年4月・5月放送）
- 4.コトバドリ / 原田知世（2019年6月・7月放送）◆

### その他
- ももいろクローバーZ「泣いてもいいんだよ」PV（2014年 / 共同監督・CG
- WELL DONE SABOTAGE「New Order」PV（2018年 / 監督・編集・CG / 2019